# جولیان سیتچ
جولیان سیتچ (انگلیسی: Julianne Sitch؛ زادهٔ ۱۸ سپتامبر ۱۹۸۳) بازیکن فوتبال اهل ایالات متحده آمریکا است.
از باشگاه‌هایی که در آن بازی کرده‌است می‌توان به اسکای بلو اف‌سی، وسترن نیویورک فلش، باشگاه فوتبال هامارابی، آتلانتا بیت، شیکاگو رد استارز، و باشگاه فوتبال ملبورن ویکتوری اشاره کرد.
وی همچنین در تیم‌های ملی فوتبال United States women's national under-20 soccer team و زیر ۲۳ سال زنان ایالات متحده آمریکا بازی کرده‌است.